# Estación de Calamocha-Vega
Calamocha-Vega fue una estación de ferrocarril situada en el municipio español de Calamocha, en la provincia de Teruel. Las instalaciones estuvieron operativas entre 1901 y 1985, fecha en que se clausuró el trazado Calatayud-Caminreal.

## Historia
La estación entró en servicio en junio de 1901, con la inauguración del tramo Calatayud-Puerto Escandón de la línea que pretendía unir Calatayud con Valencia a través de Teruel y Sagunto. No obstante, el resto del trazado no sería inaugurado en su totalidad hasta marzo de 1902. Las obras corrieron a cargo de la Compañía del Ferrocarril Central de Aragón. En 1933 entró en servicio otra estación, la de Calamocha-Nueva, perteneciente a la línea Caminreal-Zaragoza.
En 1941, con la nacionalización de la red ferroviaria de ancho ibérico, la estación pasó a integrarse en la red de RENFE. A pesar de estar bajo el mismo operador, nunca existió enlace directo entre las estaciones de Calamocha-Vega y Calamocha-Nueva, ya que eran derivaciones de la vía que se bifurcaba en Caminreal —mucho más al sur—. Las instalaciones de Calamocha-Vega dejaron de prestar servicio con la clausura al tráfico del tramo Calatayud-Caminreal, el 1 de enero de 1985. 

## La estación
El edificio de viajeros se una construcción de planta rectangular, de una sola planta cubierta por techumbre a cuatro aguas. Está realizada en sillería, con los vanos recercados con clave resaltada. Esta sigue el mismo modelo, adaptando la longitud de la estación a la importancia de la misma. Consta de dos viviendas que se ubican en los extremos de la estación, dejando la parte central para el uso de viajeros. El complejo ferroviario disponía de un muelle-almacén de mercancías y de varias vías de servicio.